# Église Notre-Dame-du-Cap-Fleuri
L'église Notre-Dame-du-Cap-Fleuri est l'église paroissiale de la commune de Cap d'Ail fondée en 1908 dans le diocèse de Nice par le chanoine Auguste Sajot. Elle est canoniquement rattachée à l'archidiocèse de Monaco.

## Historique

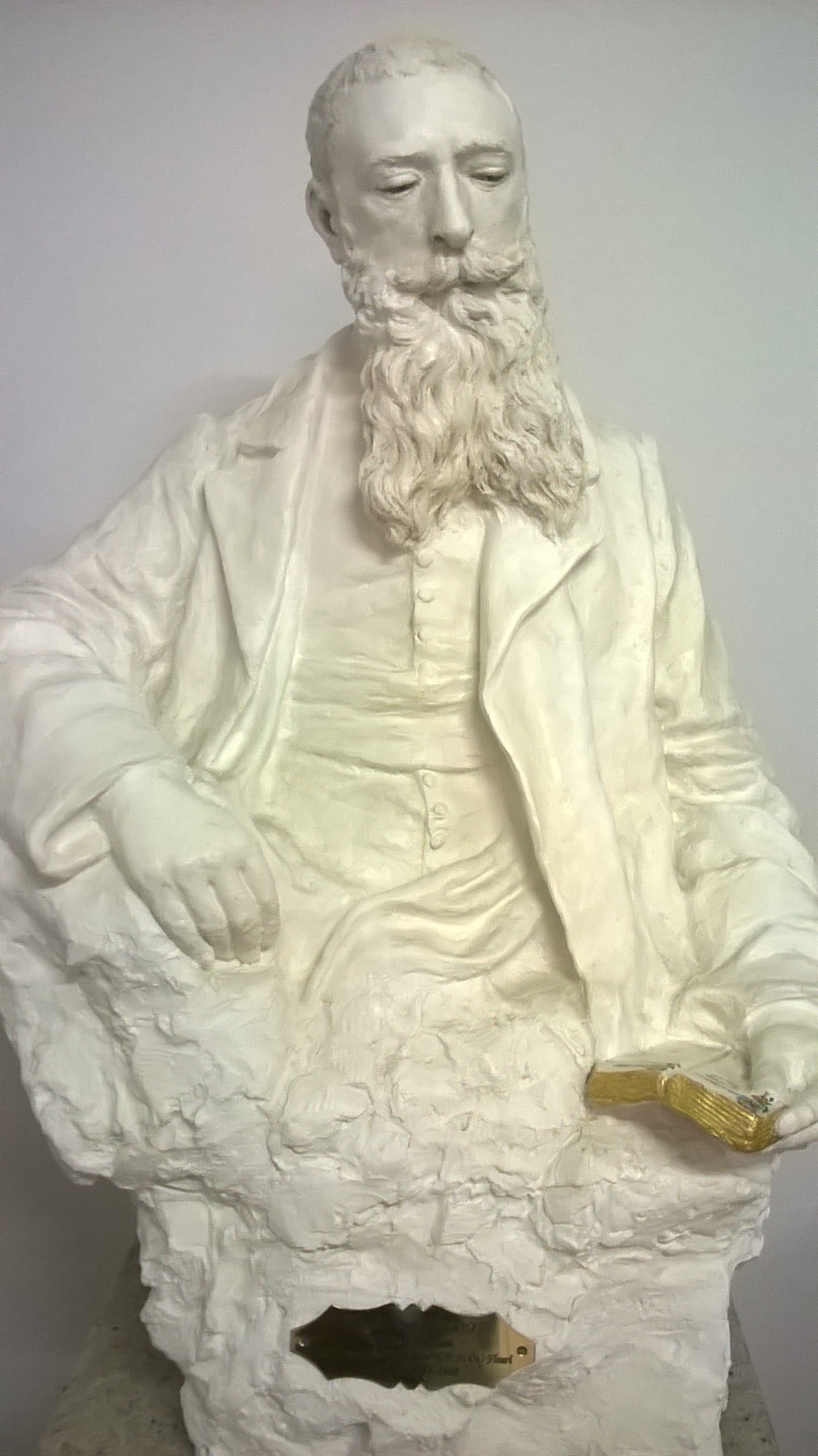
Buste du Chanoine Auguste Sajot, fondateur de la paroisse

Après avoir servi pendant plus de dix ans comme missionnaire au Vietnam, le père Auguste Sajot de la Société des Missions étrangères accompagne son évêque, Louis-Marie Pineau, pour assister à la béatification des Martyrs du Vietnam qui a lieu à Rome en 1900. Tombé malade, il est envoyé à Marseille où il assiste le procureur de ladite société, le père Beauté jusqu'au décès de ce dernier le 7 février 1905. Le père Sajot accepte alors une nouvelle mission de la part de l'évêque de Fréjus, Félix Guillibert, et se voit nommer à Cap d'Ail, où il est appelé à fonder la paroisse Notre-Dame-du-Cap-Fleuri. C'est à cette époque que la localité de Cap-d’Ail est créée après la division du territoire turbiasque en 1908 puisque la ville se développe considérablement avec l'augmentation régulière du trafic ferroviaire suite la mise à double voie de la voie ferrée entre 1890 à 1910. Ernest Onimus, médecin et longtemps franc-maçon, fait don du terrain pour la construction de la nouvelle église. Auguste Sajot ou Sageot fait alors appel à l'architecte Paul Chevalier en 1908 pour construire l'église et le presbytère sous-jacente et le graveur français Eugène Leguay est recruté pour réaliser les sculptures. L'église est bénite le 17 avril 1910. Dans les années 1960, le chœur est fermé par un mur plat, percé de deux portes, pour aménager une petite sacristie.

## Architecture
L'église Notre-Dame-du-Cap-Fleuri est orientée nord-est en raison de la configuration de la route adjacente et du terrain disponible. L'édifice est constituée d'un étage de soubassement dans lequel se trouve la salle de spectacle paroissiale ainsi que le presbytère, qui sont surmontés d'une nef unique de six travées, précédée d'une avant-nef plus haute et terminée par un chœur polygonal. Le portail, au nord, est abrité par un porche surmonté d'un clocher couronné d'une flèche moderne. La nef, voûtée d'ogives, est éclairée par des fenêtres en arc brisé à remplage et par une rosace au-dessus du portail nord. Les culots de la nef, les deux porches et la rosace portent un décor de style néo-gothique. Le presbytère, accolé au pignon ouest de l'église, a une entrée précédée d'un porche qui le relie à la sacristie.

## Iconographie
L'église se distingue par ses vitraux réalisés pour le jubilé de l'an 2000 par la famille Thomas, maitres verriers de Valence selon les cartons de Clotilde Devillers des Ateliers de la Sainte Espérance à l'abbaye du Barroux. Ils représentent Notre-Dame-du-Cap-Fleuri sous la protection de laquelle l'église est placée, et différent saints et prophètes. Les chapiteaux de la nef, à l'exception de ceux de la première travée, portent les armoiries de familles bienfaitrices : Snowden-Adair, Mme Laus de Lysier, la famille Gastaldy-Bonthour qui a donné les cloches, la famille d'Ernest Onimus qui a donné le terrain, Jules Lombart, Mme Denis Beugin, famille Scrépel, famille Leloir. Quatre blasons ne sont pas identifiés, l'un est incomplet.

## Localisation

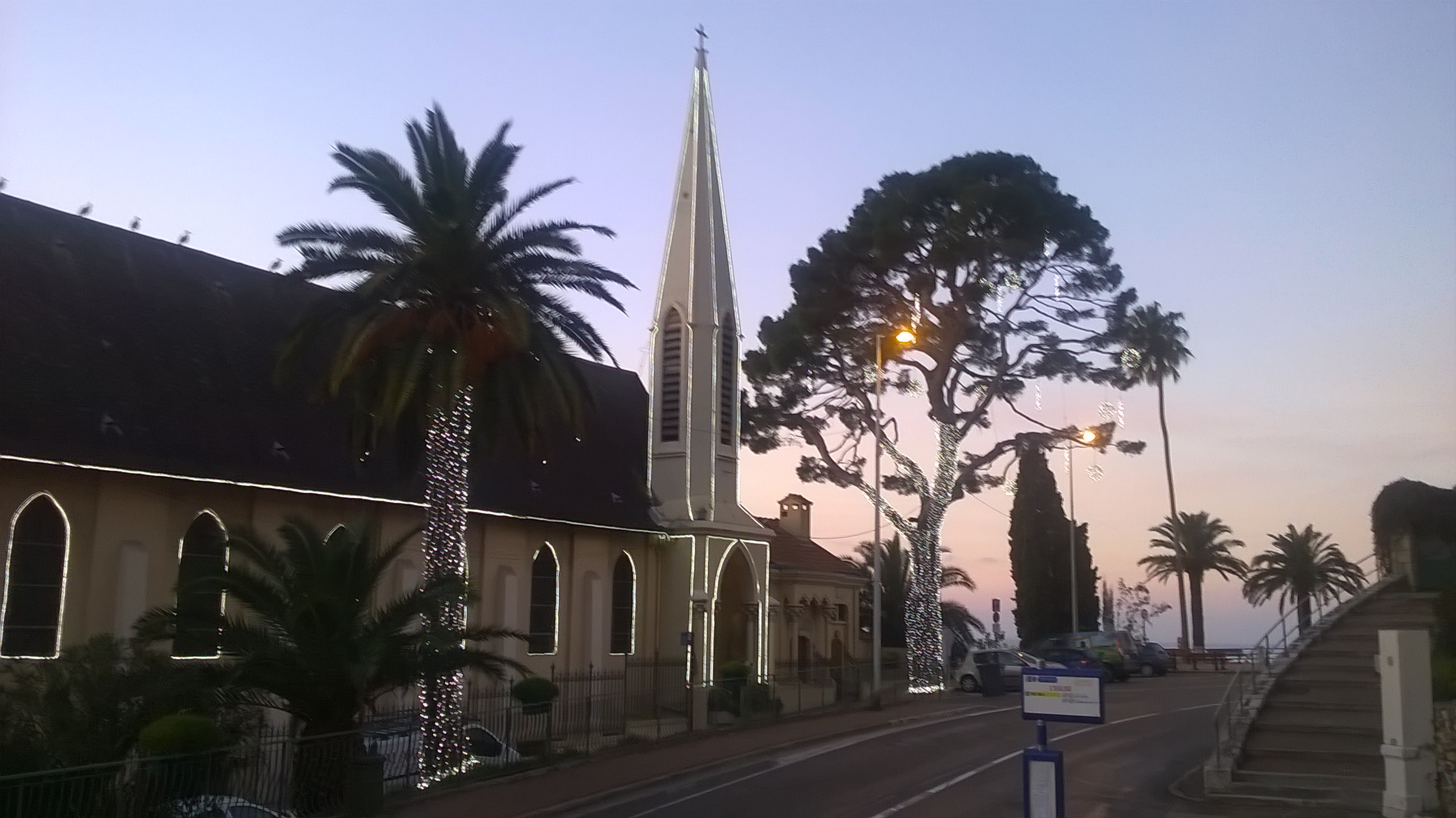
Notre-Dame-du-Cap-Fleuri à Noël

L'église Notre-Dame-du-Cap-Fleuri est située le long de la route du bord de mer à Cap-d'Ail. Depuis sa construction, elle est dominée par la tour sarrasine de Cap-d'Ail et la résidence du Cap-Fleuri, qui dispose aussi d'une chapelle desservie par le curé de la paroisse. Depuis la Libération, les Terrasses Jean-Moulin entourent l'église sur son flanc sud-ouest, et c'est là qu'ont lieu les cérémonies militaires après la célébration de la messe en présence des officiels de la mairie de Cap-d'Ail.